# Tiffany Géroudet
Pour les articles homonymes, voir Géroudet.
Tiffany Géroudet, née le 3 septembre 1986 à Sion, est une escrimeuse suisse pratiquant l'épée. Championne d'Europe en 2011, elle est actuellement no 9 dans le classement de la Fédération internationale d'escrime.

## Biographie
Géroudet naît en 1986 à Sion dans une famille de trois enfants. Elle pratique le ski, le tennis, la natation et la marche en montagne, puis commence l'escrime avec son frère. Elle a fait des études en agroalimentaire à la Haute École spécialisée de Suisse occidentale.
En 2002, elle remporte son premier titre de championne de Suisse, qu'elle obtient également en 2006, 2007, 2008, 2009, 2010, 2011 et 2017. Son premier titre majeur est celui de championne du monde juniors à Taebaek City en 2006. En 2009, elle est membre de l’équipe de Suisse féminine qui gagne la médaille de bronze aux championnats d'Europe de Plovdiv, en Bulgarie.
En 2011, elle remporte le championnat d'Europe d'escrime 2011 à Sheffield au Royaume-Uni en battant les favorites Laura Flessel en quart-de-finale, l’italienne Nathalie Moellhausen en demi-finale et l’allemande Britta Heidemann en finale. Elle devient ainsi la première et unique Suissesse sacrée championne d'Europe. Elle se qualifie à titre individuel pour les Jeux olympiques de Londres mais est éliminée au deuxième tour par Sun Yujie, qui remporte ensuite la médaille de bronze.
En 2014, elle remporte le tournoi de Doha et devient la deuxième Suissesse à gagner une étape de la Coupe du monde d'escrime.
En 2019, elle porte la flamme olympique des jeux olympiques de la jeunesse de Lausanne.

## Club
- Société d'escrime de Sion

## Palmarès
- Championnats d'Europe :
  -  Médaille d'or en épée en 2011 à Sheffield.
  -  Médaille de bronze en épée par équipe en 2009 à Plovdiv.
  - 6e en 2010 à Leipzig.

- Championnats suisses :
  -  : 8 fois championne de suisse à l'épée Individuel : 2002, 2006, 2007, 2008, 2009, 2010, 2011 et 2017.
  -  : 4 fois championne de suisse à l'épée par équipes : 2004, 2006, 2007 et 2012.
  -  : vice-championne suisse à l'épée par équipes en 2015 à Zoug.
  -  : vice-championne suisse à l'épée par équipes en 2010 à Florimont.
  -  : 3e à l'épée individuelle en 2015 à Zoug.
  -  : 3e à l'épée par équipes en 2011 à Bienne.
  - 5e à l'épée Individuel en 2012 à Zoug.

- Grand prix :
  - 2010 : 6e au Grand prix du Qatar à Doha
  - 2009 : 8e au Trofeo Città di Roma à Rome
  - 2008 : 8e au Westend-Cup à Budapest

- Coupe du monde :
  -  Gagnante en 2014 de l'épreuve de coupe du monde à Doha
  -  2e en 2011 à la Sparkassen-Cup à Leipzig
  - 5e en 2012 au Challenge International de Saint-Maur
  - 5e en 2012 à la coupe du monde du Qatar à Doha
  - 6e en 2007 à la Reinhold-Würth-Cup à Tauberbischofsheim
  - 7e en 2010 à l'épée internationale à la Havane
  - 7e en 2009 à la Ciudad de Barcelone
  - 9e en 2007 à l'épée internationale à la Havane
  - 9e en 2011 au Challenge Australia à Sydney

- Championnats du monde Juniors :
  -  : Championne du monde Junior en 2006 à Taebaek